# Göran Persson
Hans Göran Persson, i riksdagen kallad Göran Persson i Stjärnhov, född 20 januari 1949 i Vingåker i Södermanlands län, är en svensk tidigare politiker (socialdemokrat) som mellan 1996 och 2006 var Sveriges statsminister. Han var skolminister 1989–1991, finansminister 1994–1996, riksdagsledamot 1979–1985 och 1991–2007 samt partiordförande för Socialdemokraterna 1996–2007. Mellan 1985 och 1989 var Persson kommunalråd och kommunstyrelsens ordförande i Katrineholms kommun. Han var redan på 1970-talet kommunalråd för skolfrågor i samma kommun och ordförande i Katrineholms arbetarekommun.
År 2007 engagerades Göran Persson som kommunikationskonsult hos PR-byrån JKL i Stockholm. Han var styrelseordförande för Sveaskog 2008–2015 och för LKAB 2017–2024, båda statligt ägda bolag. I juni 2019 blev han vald till styrelseordförande för Swedbank.

## Härkomst och familj
Göran Persson föddes 1949 i Västra Vingåkers församling i Vingåkers kommun i Södermanlands län. Hans föräldrar var Thomas Persson (1911–2007) från Västra Vingåkers socken och Karin, född Jonsson (1924–1999), från Furingstad i Östergötland. Göran Persson växte upp med de äldre syskonen Kerstin (född 1943), tvillingarna Jan och Bo (födda 1945) samt den yngre brodern Bengt (född 1950). Modern var hemmafru och fadern försörjde familjen som byggarbetare. Persson är kusin med Mikael Sjöberg, som bland annat varit statssekreterare och generaldirektör för flera myndigheter.

## Utbildning, värnplikt och politik
Persson examinerades 1969 från tekniska gymnasiet i Norrköping, nuvarande Ebersteinska gymnasiet, och genomförde den grundläggande värnpliktsutbildningen vid Södermanlands regemente (P 10) som handräckningsman vid vaktstyrkan på Östra militärområdsstaben (Milo Ö) i Strängnäs och studerade sedan vid Högskolan i Örebro (numera Örebro universitet). Efter oavslutade högskolestudier i främst sociologi blev han 1971 ombudsman i Sveriges socialdemokratiska ungdomsförbund (SSU) och sedan studiesekreterare i Arbetarnas bildningsförbund (ABF). Mellan åren 1977 och 1979 var han heltidsengagerad ordförande i skolstyrelsen i Katrineholms kommun och därefter blev han invald i riksdagen. Han lämnade riksdagen i början av 1985 efter att 1 januari samma år ha tillträtt som kommunalråd i Katrineholms kommun. Under tiden som kommunalråd gjorde han sig bland annat känd som en effektiv och målmedveten beslutsfattare.

## Ämbetstiden som Sveriges skolminister
Persson utnämndes i januari 1989 till statsråd vid Utbildningsdepartementet (skolminister). Hans största insats som skolminister var att genomdriva kommunaliseringen av grundskolan, som tidigare varit en statlig verksamhet. Denna åtgärd hade länge diskuterats inom socialdemokratin men hade skjutits upp med anledning av det starka motståndet från bland annat lärarkåren. Trots omfattande protester och upprepade lärardemonstrationer genomdrev Persson med kraft kommunaliseringen av lärarnas och skolledarnas tjänster hösten 1989. Ett tungt understöd fick Persson av TCO-ordföranden och partikamraten Björn Rosengren, som pläderade för kommunaliseringen bland lärare anslutna till TCO:s förbund, som huvudsakligen var grundskolelärare. En klar majoritet av de berörda lärarna inom TCO-förbunden Svenska lärarförbundet och Svenska Facklärarförbundet röstade ja till kommunalisering i en medlemsomröstning; Saco-förbundet Lärarnas Riksförbund var dock klart emot. Omröstningen i riksdagen slutade med 162 röster för och 157 röster emot, där Socialdemokraterna fick stöd av en knapp majoritet av Vänsterpartiets riksdagsledamöter. Kommunaliseringen bidrog till att etablera bilden av Persson som en politiker med förmåga att åstadkomma förändring.

## Riksdagsman och talesperson
Persson blev åter invald i riksdagen 1991, men förlorade sin post i regeringen eftersom Socialdemokraterna samtidigt förlorade regeringsmakten. Under oppositionsåren 1991–1994 fick han en alltmer framträdande roll i partiet. Åren 1991–1992 var han ordförande i riksdagens jordbruksutskott, 1992–1993 var han Socialdemokraternas näringspolitiska talesperson och 1993–1994 talesperson i ekonomiska frågor. 

## Ämbetstiden som Sveriges finansminister
Efter valet 1994 blev Persson finansminister i Ingvar Carlssons ministär. Som finansminister genomdrev Persson en sanering av statsfinanserna som omfattade både besparingar och skattehöjningar.

## Ämbetstiden som Sveriges statsminister

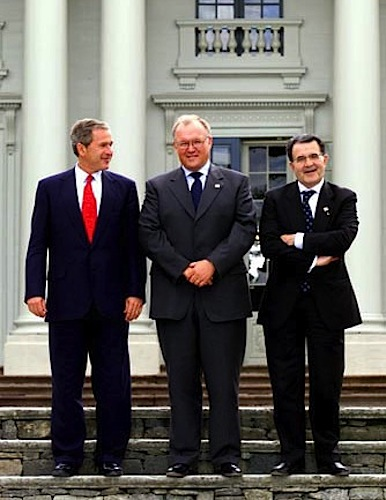
Göran Persson (i mitten) tillsammans med George W. Bush (t.v.) och Romano Prodi (t.h.), vid Gunnebo slott i Mölndal den 14 juni 2001.

I augusti 1995 aviserade Socialdemokraternas partiledare Ingvar Carlsson sin avgång. Göran Persson sade till en början att han inte var beredd att bli ny partiledare, men efter att Mona Sahlin dragit tillbaka sin kandidatur (se Tobleroneaffären) och bland andra Jan Nygren och Ingela Thalén hade avböjt att ställa upp, föreslogs Persson i december 1995 av valberedningen som ny partiledare. Den 16 mars 1996 utsågs Persson till partiledare av Socialdemokraternas extrakongress och den 21 mars till statsminister. 
Trots den socialdemokratiska regeringens minoritetsställning lyckades Persson, genom ett organiserat parlamentariskt samarbete med Centerpartiet, genomföra ett besparingsprogram, vilket kom att vålla konflikter både inom det egna partiet och med LO. Göran Persson anger i sina memoarer Min väg, mina val att hans samarbete med LO var ansträngt under hela mandatperioden. Persson använde uttrycket "Den som är satt i skuld är icke fri", myntat av Ernst Wigforss på 1930-talet, i samband med budgetsaneringen. Dennas effektivitet har starkt ifrågasatts av Lars Jonung, ekonomiprofessor och tidigare rådgivare till statsminister Carl Bildt; han har problematiserat om budgetsaneringen verkligen hade den effekt som Göran Persson påstår eller om det i själva verket var valutaspekulanter och en efterföljande krondepreciering, som räddade Sverige från den ekonomiska krisen. 
Persson hade planer på att bilda en koalitionsregering med Centern, men trodde att stora delar av partiet och LO skulle motsätta sig det.
Trots Socialdemokraternas kraftiga tillbakagång i 1998 års val kunde Persson fortsätta som statsminister för en socialdemokratisk minoritetsregering, genom ett organiserat samarbete med Vänsterpartiet och Miljöpartiet om den ekonomiska politiken. Detta samarbete fortsatte även efter valet 2002, då Socialdemokraterna gick framåt och fick 39,9 procent av rösterna.
Utrikespolitiskt arbetade Persson för att främja EU:s utvidgning och fördjupa samarbetet mellan länderna kring Östersjön.
Första halvåret 2001 var Sverige EU:s ordförandeland. Göran Persson gjorde under denna tid, i egenskap av EU:s ordförande och som förste västledare någonsin, ett besök i Nordkorea den 2 maj 2001 och träffade landets ledare Kim Jong Il. I juni 2001 ägde EU:s toppmöte rum i Göteborg då våldsamma kravaller utbröt i samband med USA:s president George W. Bushs besök vid mötet.
I samband med en cykelolycka sommaren 2002 bröt Persson det ena nyckelbenet. Hösten 2003 innebar en svår tid med mordet på utrikesminister Anna Lindh. Ytterligare en väsentlig motgång för Göran Persson under 2003 var förlusten i folkomröstningen om EMU. Våren 2004 innebar ännu ett bakslag för Persson, då det framkom att Sveriges regering med Perssons och Lindhs goda minne lämnat ut terrormisstänkta egyptier till Egypten. De två egyptierna, Ahmed Agiza och Mohammed Alzery, hade satts på ett amerikanskt flygplan med maskerade agenter. USA hotade Sverige med handelsblockad om de inte gick med på utvisningen. I maj 2005 fällde FN:s kommitté mot tortyr sitt utslag i fallet. Kommittén konstaterade i sitt prejudicerande beslut att svenska statens "avvisning av den klagande stred mot artikel 3 i Konventionen. Utverkandet av diplomatiska försäkringar, i vilka det dessutom inte fanns några överenskommelser om efterlevnad av försäkringarna, var inte tillräckliga för att ge skydd mot denna uppenbara risk för tortyr." Även riksdagens konstitutionsutskott riktade hård kritik mot regeringen för dess hanterande av fallet. Bland annat konstaterades, att "Sverige borde inte ha godtagit Egyptens garanti mot tortyr och annan illabehandling" samt att "garantin borde därmed inte lett till avvisningarna av två egyptiska medborgare i december 2001".
I december 2005 fick Persson och regeringskansliet kritik av den kommission som utrett Sveriges regerings hantering av jordbävningen i Indiska oceanen 2004 i samband med tsunamikatastrofen 2004. Efter att utredningen presenterats bad Persson å sina egna och regeringskansliets vägnar om ursäkt för de fel som begåtts, bland annat med formuleringen "jag har ansvaret och jag tar ansvaret".
På valnatten den 17 september 2006, när det stod klart att de borgerliga partierna (Allians för Sverige) hade gått segrande ur riksdagsvalet, meddelade Göran Persson, att han dagen efter skulle lämna in sin avskedsansökan till riksdagens talman och att han ämnade avgå som partiledare vid en extrakongress i mars 2007. Han var den förste socialdemokratiske partiledaren som avgick från posten efter ett förlorat val. Perssons regering kvarstannade som expeditionsministär tills den nyvalda riksdagen hade samlats och 5 oktober 2006 utsett moderatledaren Fredrik Reinfeldt till ny statsminister. Det formella regeringsskiftet ägde rum vid konselj dagen därpå. 

### Ledarstil som Sveriges statsminister
Under sina dryga tio år som statsminister kom Göran Persson att bli föremål för åtskilliga kommentarer som gällde hans ledarstil som partiledare och statsminister, såväl positiva som negativa, och med ursprung både i det egna partiet och hos utomstående betraktare. De positiva omdömen som förekom tog ofta fasta på att Socialdemokraterna under hela Göran Perssons statsministertid kunde bilda enpartiregering trots en minoritetsställning i riksdagen. Persson kritiserades däremot för sin dominanta ledarstil, att han dominerade regeringsarbetet i för stor utsträckning och därmed agerade för presidentlikt som statsminister.
Argument som brukar åberopas för att stärka bilden om Persson som en dominant ledare:
- De olika departementen slogs den 1 januari 1997 ihop till en enda myndighet, Regeringskansliet, vilket innebar att betydligt mindre beslutsbefogenheter hamnade hos de statsråd som var departementschefer.
- Organisationen med en enda myndighet innebar bland annat att statsministern kunde påverka tillsättningarna av tjänstemän inom departementen och hur den interna budgeten fördelades mellan departementens enheter.
- Ansvaret för Regeringskansliets EU-samordning flyttade 1998 från Utrikesdepartementet till Statsrådsberedningen.
- Många ministrar rekryterades utan riksdagserfarenhet, vilket innebar att de inte hade någon egen rikspolitisk bas och var beroende av statsministern för sin position. Under Göran Persson hade endast en tredjedel av ministrarna riksdagsbakgrund.
- Snabbare omsättning av ministrar, både genom att de fick lämna regeringen och genom att de oftare fick byta områden. Medan Tage Erlander hade 56 olika statsråd under en period på 23 år, hade Göran Persson 52 statsråd under 10 år.

Sveriges Televisions och Erik Fichtelius dokumentär Ordförande Persson som visades i mars 2007 bidrog till att förstärka de tidigare åsikterna om Göran Perssons ledarstil. Statsvetaren Olof Ruin har påpekat att efterföljaren Fredrik Reinfeldts sätt att utöva statsministerämbetet kommer att påverka hur Göran Perssons ledarstil bedöms i framtiden, och att resultatet av det kan bli att Perssons ledarstil kommer att uppfattas som mer positiv i framtiden.

## Uppdrag efter statsministertiden

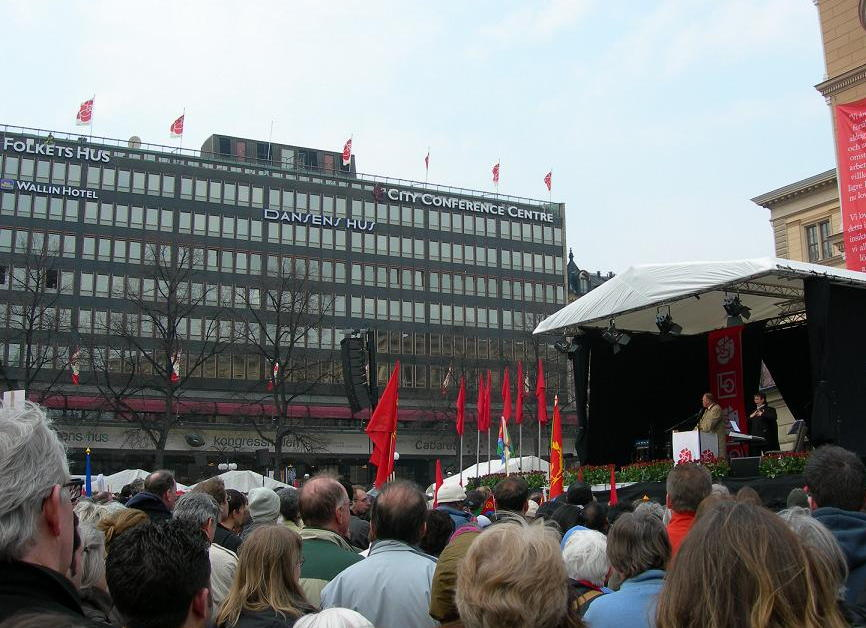
Göran Persson första maj-talar 2006 vid Norra Bantorget i Stockholm.

Göran Persson ersattes i mars 2007 som partiordförande av Mona Sahlin. Senare under våren lämnade han även uppdraget som riksdagsledamot. I maj 2007 blev det klart att han fått anställning som PR-konsult på konsultbyrån JKL. I media har det framkommit att Persson genom JKL har utfört uppdrag för bl.a. branschorganisationen Bil Sweden, ubåtstillverkaren Kockums och för stridsfordonstillverkaren BAE Systems Hägglunds. Han har också tagit uppdrag som talare. År 2022 blev han rådgivare för PR-byrån Lumo Advice.
Svenska freds- och skiljedomsföreningen utpekade 2010 Persson som Sveriges mäktigaste vapenlobbyist.
Han var 2008–2015 styrelseordförande i Sveaskog.

## Äktenskap och familj
Göran Persson har varit gift tre gånger: först Gunnel Persson (född Claesson) 1978–1994, därefter Annika Barthine 1995–2003 och han är sedan den 6 december 2003 gift med Anitra Steen. Han har två döttrar i sitt första äktenskap, födda 1979 respektive 1982.

## Övre Torp

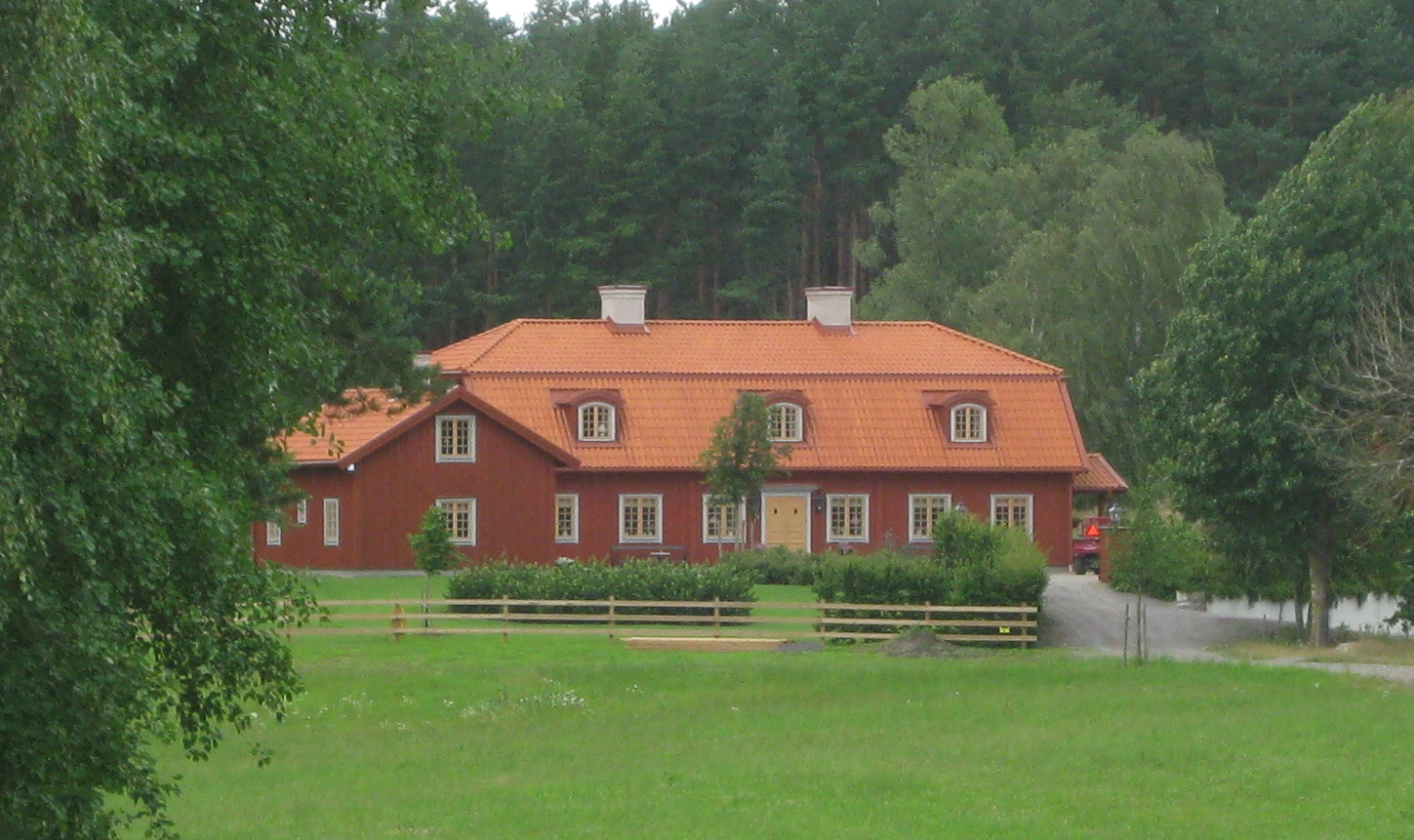
Övre Torp.

Våren 2004 förvärvade Göran Persson tillsammans med sin hustru Anitra Steen jordbruksfastigheten Övre Torp med 190 hektar mark i Hyltinge socken i Södermanland för 12,5 miljoner kronor. Paret genomförde 2006 bygget av ett stort hus på marken vid sjön Båven. 

### Arbetsmiljöbrott
Efter att ha sett en tidningsbild på bygget fann Arbetsmiljöverket under en inspektion våren 2006 flera brister i arbetsmiljöskyddet. Persson accepterade sedermera ett strafföreläggande för arbetsmiljöbrott utan uppsåt. Den verkställdes efter att han lämnat politiken, men Persson blev den förste statsminister som fällts för brott begånget under sin ämbetsperiod.

## Utmärkelser

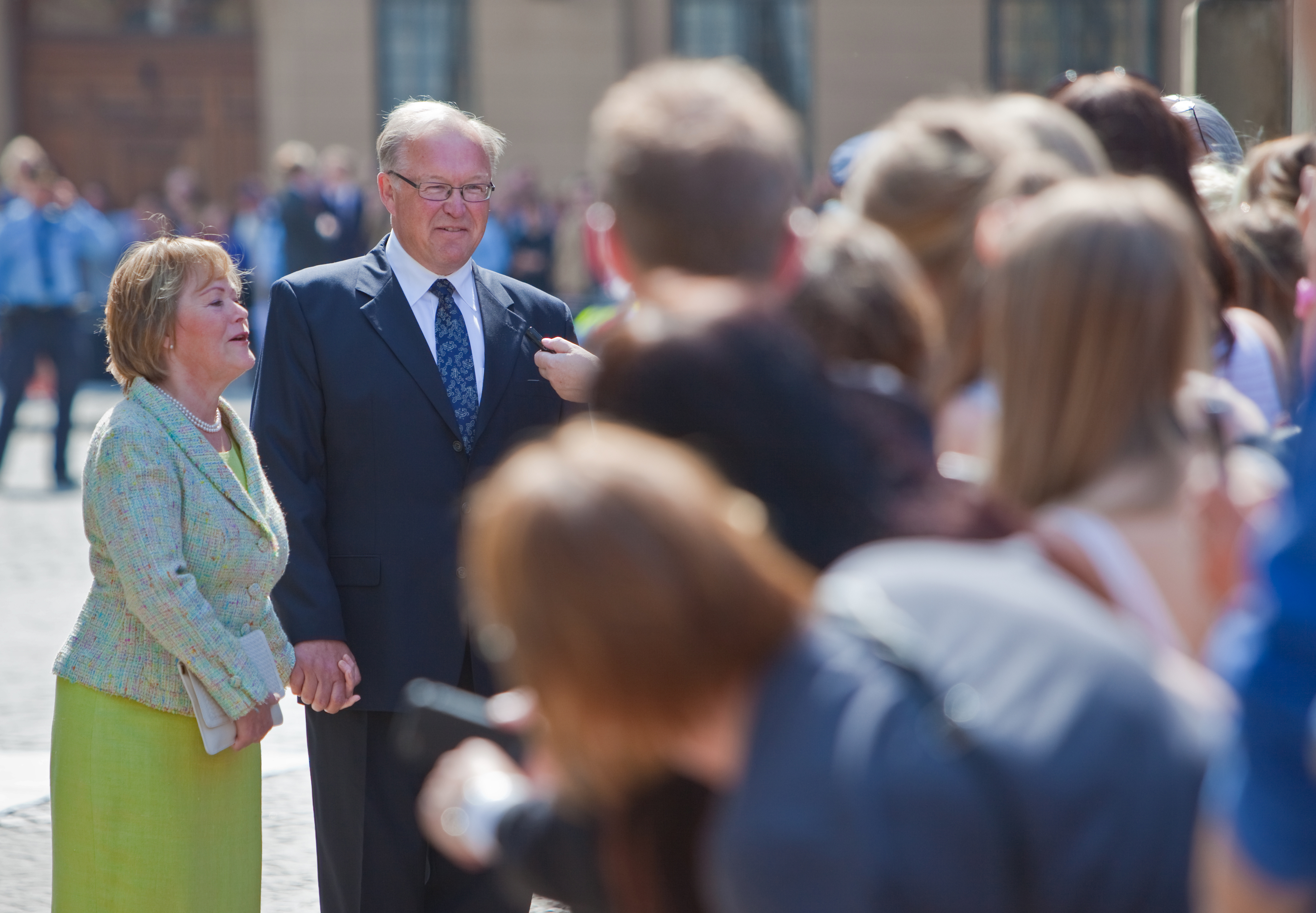
Göran Persson med hustrun Anitra Steen vid prinsessan Estelles dop 2012.

Göran Persson blev den 1 december 2004 utsedd till hedersdoktor vid Örebro universitet, fakultetsnämnden för medicin, naturvetenskap och teknik. Utnämningen har sin bakgrund i att Högskolan i Örebro fick sin universitetsstatus 1999 genom ett personligt ingripande av Persson, som därvid gick emot Högskoleverkets rekommendationer. Utnämningen väckte offentlig debatt och togs även upp i en utfrågning i Konstitutionsutskottet.
Göran Persson blev också utsedd till hedersdoktor vid Dankook-universitetet under sitt besök i Sydkorea i mars 2004 samt vid Tbilisis universitet i Tbilisi i Georgien vid sitt besök där 2006. Han fick vidare norska Sofie-priset 2007 för sitt miljöarbete, bland annat för att han under sin tid som statsminister verkat för minskad oljeförbrukning och lägre koldioxidutsläpp i Sverige. Priset är på 100 000 dollar.
Som sittande statsminister blev Göran Persson år 2005 tilldelad utmärkelsen Hedersledamot av Studentafton vid Lunds universitet.
År 2007 utsågs han även till årets Aaron Isaac-stipendiat av Judiska församlingen i Stockholm.
Göran Persson tilldelades 2009 H.M. Konungens medalj i guld av 12 storleken med kedja. Detta är en av de högsta utmärkelser man kan få som svensk från Sverige.

### Lista över utmärkelser
- Raoul Wallenberg-priset,  2001
- Storkorset av Rumänska Stjärnans orden,  2004[37]
- Hedersdoktor,  1 december 2004
- Hedersdoktor vid Tbilisis universitet,  2006
- Sofie-priset,  2007
- Hans Majestät Konungens medalj i guld av 12:e storleken med kedja,  2009[38]
- Terra Mariana-korsets orden, första klass,  12 januari 2011[39]
- Weltwirtschaftlicher Preis,  2021[40]
- Hans Majestät Konungens medalj
- Tre Stjärnors orden

[Redigera Wikidata]

## Dokumentärfilm
- 2007 – Ordförande Persson